# BattleTech: The Crescent Hawk’s Revenge
BattleTech: The Crescent Hawks' Revenge — это тактическая игра в режиме реального времени созданная на основе франшизы BattleTech. Является прямым продолжением BattleTech: The Crescent Hawk's Inception, однако игровой процесс значительно отличается от первой части, которая является приключенческой ролевой игрой.

## Сюжет
Герой первой игры серии Crescent Hawk Джейсон Янгблад направляется на базу известного наёмного отряда Гончие Келла (англ. Kell Hounds) чтобы найти своего отца. Отряд Джейсона атакуют по пути, их десантный корабль терпит крушение. Ястребам придётся защищать свой повреждённый корабль и помогать Гончим Келла отражать атаки войск Дома Курита (Синдикат Дракона). Отразив все нападения в начальной части игры Ястребам придётся пройти через множество битв чтобы спасти отца Джейсона из плена Куриты.
Далее сюжет переносит игрока на несколько лет вперёд, во времена вторжения Кланов. Джейсон и его отряд присоединяется к Гончим Келла чтобы сразиться против наступающих сил Кланов, часто вместе со своими бывшими врагами из Дома Курита.

## Игровой процесс
Игроку предстоит взять под контроль роту из Боевых Мехов и командовать ей в тактических битвах. Между битвами реализовано управление снабжением и техническое обслуживание Мехов.
Игровой движок BattleTech: The Crescent Hawks' Revenge основан на механике реального времени с паузой. Это позволяет игроку приостанавливать игру для отдачи приказов подчинённым боевым единицам. Так же игрок может замедлять или ускорять течение игрового времени. Боевая система смоделирована на основе правил настольного варгейма Classic BattleTech.
Основная часть игры представляет собой линейную кампанию, составленную из ряда тактических битв длящихся 5-50 минут.
Боевые Мехи командного отряда (англ. Lance) могут контролироваться индивидуально или в составе всего отряда, в то время как Мехам двух других отрядов индивидуальные приказы отдавать нельзя, приказ даётся для всего отряда.
Миссии кампании достаточно разнообразны. Игроку предстоит выполнять различные задачи: защита потерпевшего крушение десантного корабля, удержание противника определённое время, защита конвоев и т. д. Миссии иногда имеют несколько вариантов завершения, и их исход может повлиять на следующие битвы.